# World Cyber Games
World Cyber Games (WCG)este o competiție internaționala de jocuri-video (e-sports). Evenimentul este organizat de către compania Sud Koreana World Cyber Games Inc., și este sponsorizat de către  Samsung și Microsoft.  WCG  încearcă sa recreeze competiții sportive tradiționale asematoarea Jocurilor Olimpice; Evenimentul include o ceremonie de deschidere și jucători din tari diferite care se  întrec pentru medalii de aur, argint si bronz. Moto-ul oficial al WCG este “Dincolo de joc” (“Beyond the Game“).
In Romania PGL organizează calificări pentru WCG. La ediția din 2011 premiile pentru Counter-Strike 1.6 și FIFA 2011 variau intre șansa de a participa la competiția mondiala până la periferice.